# Do Make Say Think
I Do Make Say Think sono un gruppo musicale post-rock canadese attivo dal 1995.
Lo stile del gruppo combina elementi di post-rock, jazz fusion e musica sperimentale, con uso massiccio di basso, batteria, chitarre distorte e strumenti a fiato.
Alcuni musicisti del gruppo, come Charles Spearin, Ohad Benchetrit e Julie Penner, sono anche impegnati nel progetto Broken Social Scene.

## Formazione
Attuale
- Ohad Benchetrit - chitarra, basso, sassofono, flauto
- David Mitchell - batteria
- James Payment - batteria
- Justin Small - chitarra, basso, tastiere
- Charles Spearin - basso, chitarra, tromba, corno
- Julie Penner - violino, tromba
- Michael Barth - tromba
- Adam Marvy - tromba

Ex membri
- Jason Mackenzie - tastiere, effetti
- Jay Baird - sassofono
- Brian Cram - tromba

## Discografia
Album
- 1998 - Do Make Say Think
- 2000 - Goodbye Enemy
- 2002 - & Yet & Yet
- 2003 - Winter Hymn Country Hymn Secret Hymn
- 2007 - You, You're a History in Rust
- 2009 - Other Truths
- 2017 - Stubborn Persistent Illusions

EP
- 1999 - Besides